# Vermiljoenkardinaal
De vermiljoenkardinaal (Cardinalis phoeniceus) is een zangvogel uit de familie Cardinalidae (kardinaalachtigen).

## Verspreiding en leefgebied
De soort komt voor in noordoostelijk Colombia en noordelijk Venezuela.